# Finn Iles

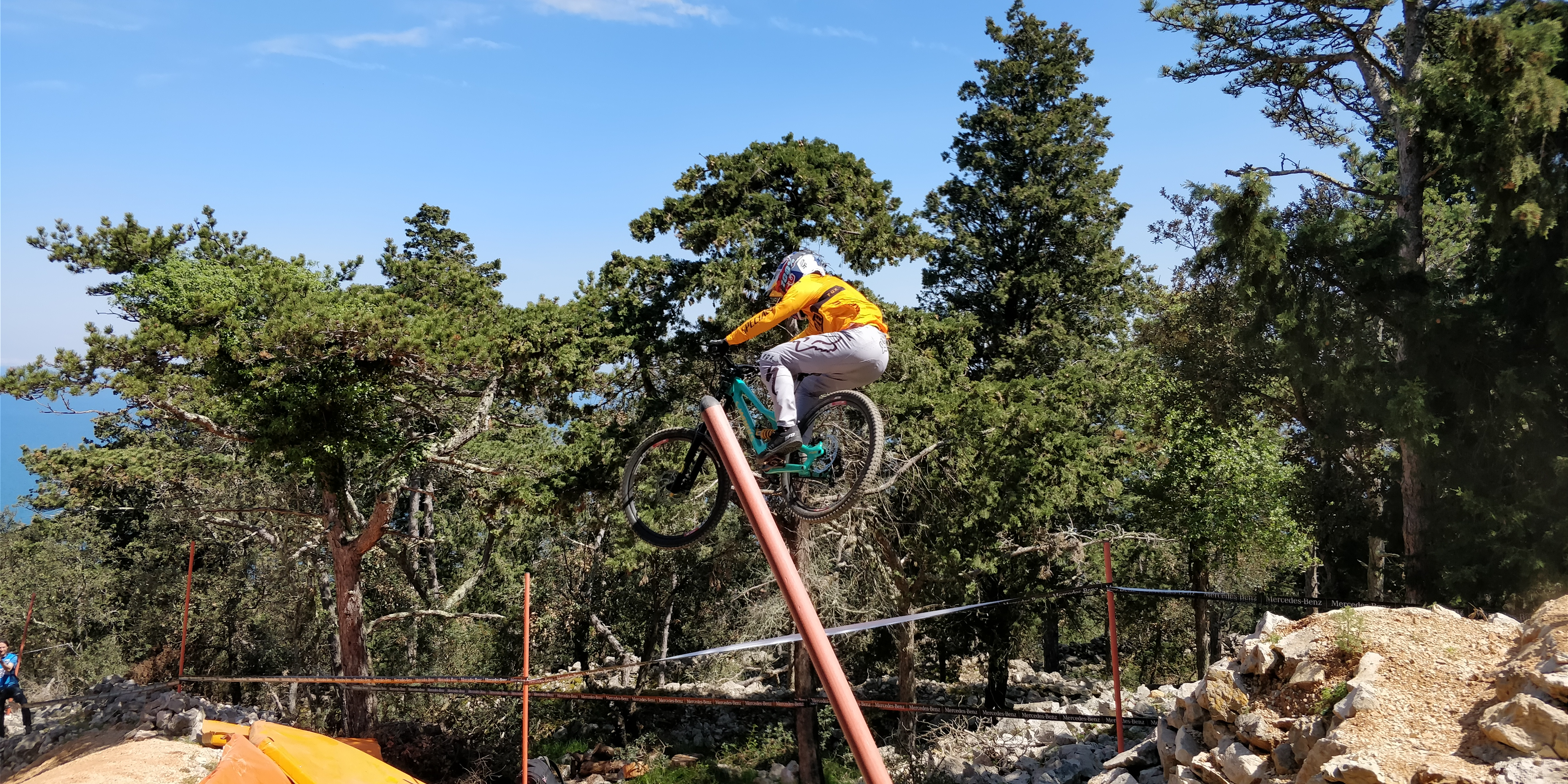
Finn Iles bei der UCI-Downhill-Weltmeisterschaft 2018 in Kroatien

Finn Iles (* 15. August 1999 in Banff) ist ein kanadischer Mountainbiker, der sich auf die Disziplin MTB Downhill spezialisiert hat.

## Sportlicher Werdegang
Als Junior war Iles der erfolgreichste Downhill-Fahrer seines Jahrgangs. Mit drei Weltcup-Siegen in der Saison 2016 und sechs Siegen 2017 sicherte sich in beiden Jahren die Weltcup-Gesamtwertung bei den Junioren. 2016 wurde er zudem Junioren-Weltmeister im Downhill. 
Nach dem Wechsel in die Elite erzielte Iles im Weltcup in den Jahren 2019 bis 2021 jeweils einen vierten Platz als bestes Saisonergebnis. 2022 stand er zunächst in Lourdes und Lenzerheide als Zweiter auf dem Podium, bevor er beim Heimrennen in Mont Sainte-Anne nach dem Gewinn der Qualifikation auch seinen ersten Weltcup-Sieg in der Elite erzielte.

## Erfolge
2016
- Weltmeister – Downhill (Junioren)
- drei Weltcup-Erfolge – Downhill (Junioren)
- Weltcupgesamtwertung – Downhill (Junioren)

2017
- sechs Weltcup-Erfolge – Downhill (Junioren)
- Weltcupgesamtwertung – Downhill (Junioren)

2019
- Kanadischer Meister – Downhill

2021
- Kanadischer Meister – Downhill

2022
- ein Weltcup-Erfolg – Downhill